# Pediocactus bradyi subsp. despainii
Pediocactus bradyi subsp. despainii ist eine Unterart der Pflanzenart Pediocactus bradyi in der Familie der Kakteengewächse (Cactaceae). Das Artepitheton ehrt die Entdeckerin Frau Kim Despain. Englische Trivialnamen sind „San Rafael Swell Cactus“, „San Rafael Cactus“ und „Despain’s Cactus“.
Die Unterart ist bedroht und wurde in den Anhang I des Washingtoner Artenschutzabkommens zum Schutz gefährdeter Arten aufgenommen.

## Beschreibung
Der kugelförmige bis eiförmige einzeln wachsende Pediocactus bradyi subsp. despainii wird 3,5 bis 9 cm lang und 2,5 bis 5,5 cm breit. Typisch ist die verzweigte Rübenwurzel, die auch bei den Unterarten Pediocactus bradyi subsp. bradyi und Pediocactus bradyi subsp. winklerorum vorhanden ist. Die lachsfarbenen, selten rosafarbenen, glockenförmigen Blüten sind 1 bis 3 cm lang und breit. Ein bis drei Blüten erscheinen unregelmäßig um den Scheitel. Die Unterart ist der nördlichste Vertreter der Pediocactus-bradyi-Gruppe, die im Gegensatz zur Unterart Pediocactus bradyi subsp. winklerorum keine wollige Areolen bildet. Während der Wachstumsperiode ragt die Pflanze 5 cm über den Boden, in der Ruhephase im Sommer hat sich die geschrumpfte Pflanze in den Boden zurückgezogen.
Geophytische Merkmale wie auch bei dem weiteren Vertreter der Sektion Rhytidospermae Pediocactus bradyi und den Vertretern der Sektion Pediocactus Pediocactus paradinei und Pediocactus knowltonii werden deutlich.
Er ist bei trockenem Stand bis minus 20 °C winterhart. Die wurzelechte Kultivierung ist in Europa möglich.

## Verbreitung, Systematik und Gefährdung

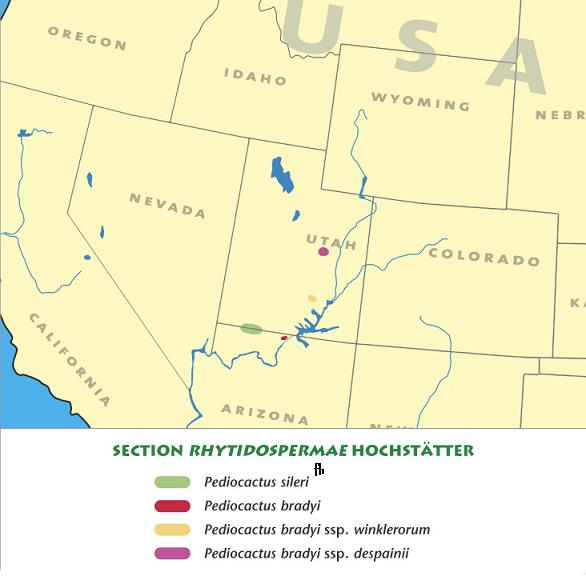
Verbreitungskarte der Sektion Rhytidospermae.

Pediocactus bradyi subsp. despainii wächst endemisch in Utah, in der Great-Basin-Wüste auf flachen Kalksteinhügeln in Höhenlagen von 1600 bis 1900 Metern und ist dort vergesellschaftet mit Sclerocactus parviflorus, Echinocereus triglochidiatus, verschiedenen Opuntia-Arten und Yucca harrimaniae.
Die Beschreibung als Pediocactus bradyi subsp. despainii erfolgte 1995 von Fritz Hochstätter. Ein Synonym ist Pediocactus despainii S.L.Welsh & Goodrich (1980).
In der Roten Liste gefährdeter Arten der IUCN wird die Unterart als „Near Threatened (NT)“, d. h. als gering gefährdet geführt.

## Bilder
Pediocactus bradyi subsp. despainii:

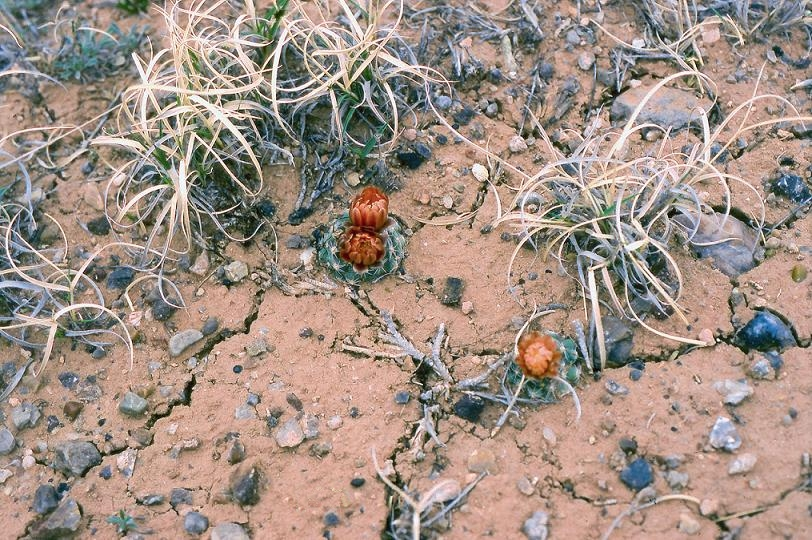
in der Great Basin Wüste in Utah
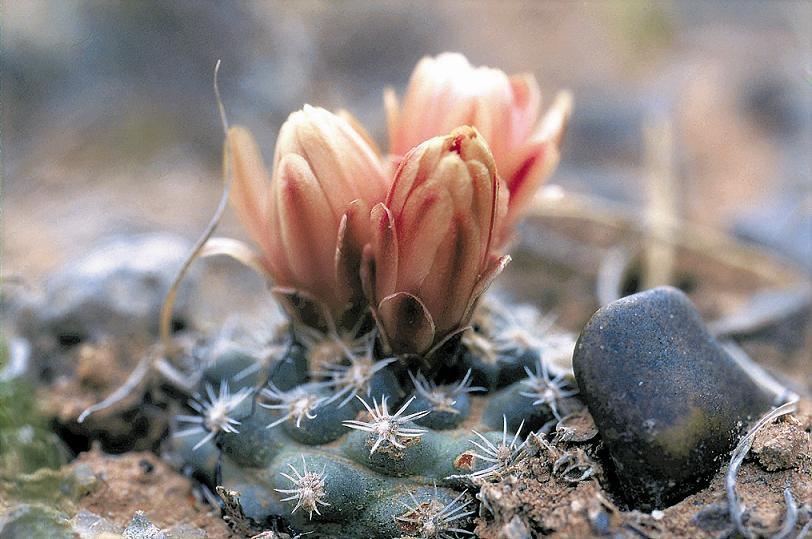
mit lachsfarbenen Blüten in Utah
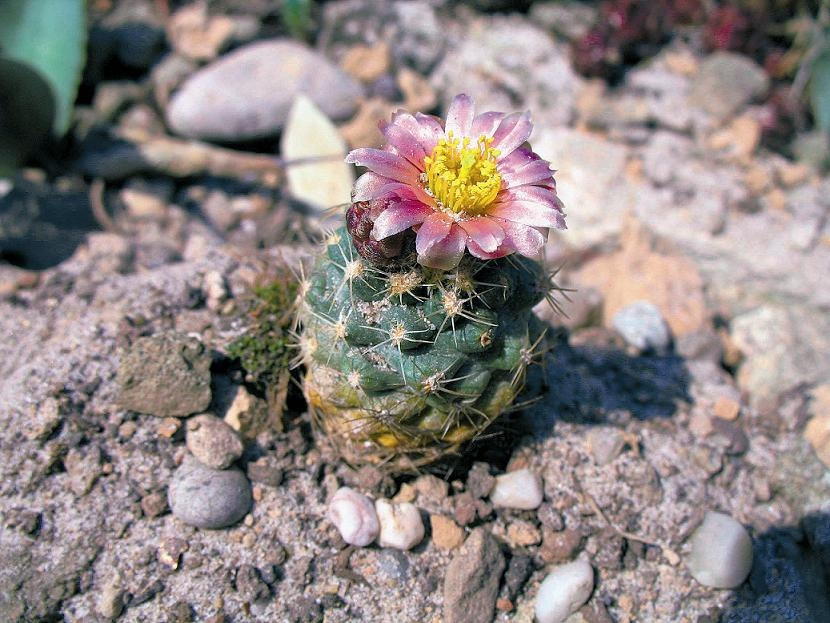
in Kultur mit seltenen rosafarbenen Blüten in der Sammlung von F. Hochstätter